# 皱叶留兰香
皱叶留兰香（学名：Mentha spicata var. crispata）又名皱叶薄荷，是脣形科薄荷属植物留兰香的一个变种，分布在欧洲以及中国大陆的北京、南京、上海、杭州、昆明等地。